# Yolanda Sobero
Yolanda Sobero Martínez (Corao, Cangas de Onís, 20 de agosto de 1959) es una periodista española.

## Trayectoria profesional
Licenciada en Ciencias de la Información, rama de Periodismo, por la Facultad de Ciencias de la Información (Universidad Complutense de Madrid), es doctora en Ciencias de la Información con la tesis "Conflictos étnicos: el caso de los pueblos indígenas" (1998) y magíster en Estudios Amerindios por la Universidad Complutense / Casa de América (2004/2005).
Se incorporó a RTVE en 1982 y hasta 1986 estuvo destinada en RTVE Canarias. De 1990 a 2004 fue coordinadora del área de Internacional de los Telediarios Fin de semana de TVE.
En 2004 se incorporó al equipo de En portada.
Ha sido enviada especial, entre otros sitios a los campamentos de refugiados saharauis en Tinduf (Argelia), Chechenia, Georgia, Kosovo o Sierra Leona.
En 2010 publicó el libro Sahara: memoria y olvido. Ese mismo año fue elegida presidenta del Consejo de Informativos de TVE, siendo reelegida en 2013 para un segundo mandato, sin embargo, al año siguiente tuvo que abandonar el cargo por motivos de salud. En marzo de 2021, volvió a ser presidenta del Consejo de Informativos de TVE.
En 2012 recibió el I Premio de Periodismo Colombine por el documental Feminicidio S. A. junto a la realizadora y subdirectora del programa, Susana Jiménez Pons. El galardón fue creado en homenaje a la primera periodista profesional de España, Carmen de Burgos Seguí, para reconocer la labor de personas y medios de comunicación que reflejan el papel de la mujer en la sociedad. El documental trata sobre la violencia sufrida por las mujeres en Guatemala, que en proporción a su población, es el país con más feminicidios de América con 838 mujeres asesinadas y más de 4000 violadas solo en 2010. La protagonista del reportaje fue una de ellas, asesinada tras hablar para TVE.
En febrero de 2021 participó en la creación del programa de televisión Objetivo Igualdad.

## Premios
- 2012: I Premio de Periodismo Colombine por el documental Feminicidio S. A.[9]

## Documentales
- Feminicidio S. A. Violencia de género en Guatemala (2011).[9]
- Voces y silencio del Sáhara (2010).[12]
- Si un pueblo quiere vivir (Túnez, 2016).[13]

## Libros
- Sahara: memoria y olvido. Editorial Ariel 2010. ISBN 9788434469389.
- RTVE desde dentro. Lo que no te han contado. De la moción de censura al fracaso de Pérez Tornero. Con Francisca González.[14]